# Paganini (opereta)
Paganini es una opereta en tres actos con música de Franz Lehár y libreto en alemán de Paul Knepler y Bela Jenbach. La obra es un homenaje de Lehár al compositor y virtuoso del violín Niccolò Paganini.

## Historia interpretativa
Lehár compuso la obra como vehículo de lucimiento del aplaudido tenor austríaco Richard Tauber, si bien este no pudo interpretar el papel que da título o la opereta hasta que tuvo lugar el estreno alemán en Berlín el 30 de enero de 1926 (donde compartió escenario con Vera Schwarz como la princesa Anna Elisa). Cuando Paganini se estrenó en el Johann Strauss Theater de Viena el 30 de octubre de 1925 con Carl Clewing como protagonista, Tauber estaba actuando en Estocolmo debido a obligaciones contractuales con la Staatsoper de Berlín. La fría acogida de la obra en Viena puso en peligro su salto al Deutsches Künstlertheater berlinés haciendo que el empresario Heinz Saltenberg exigiera una compensación económica en caso de que fracasara. Tauber y Schwarz tuvieron un enorme éxito en Berlín, donde la obra permaneció tres meses en cartel. Se trata de la primera opereta de Lehár expresamente escrita a la medida de Richard Tauber, quien ya había interpretado con gran éxito otras obras del compositor como Zigeunerliebe (en 1920) y Frasquita (en 1922). En 1930 se estrenó otra producción de Paganini en el Theater des Westens de Berlín, de nuevo con Tauber y Schwarz; la noche del estreno de dicho montaje, que era domingo de Resurrección, el propio compositor dirigió la opereta desde el foso.
En España, la obra fue adaptada al castellano con igual título en 1932 por José Juan Cadenas y Emilio González del Castillo, para su estreno en el Teatro Nuevo de Barcelona por la compañía de Pepe Viñas y Enriqueta Serrano. Dos años después, en 1934, Antonio Paso Cano preparó una nueva adaptación con el título de La ronda de las brujas a la medida de Celia Gámez. La célebre estrella argentina estrenó esta versión en el Teatro Victoria de Madrid (nombre que recibió el Teatro Reina Victoria durante la Segunda República española).
Una adaptación inglesa con cantables de A. P. Herbert fue presentada por C. B. Cochran en el Lyceum Theatre de Londres en mayo de 1937, con Tauber como Paganini y Evelyn Laye como Anna Elisa. Ambos artistas grabaron siete números del espectáculo para la casa Parlophone Records, incluyendo un nuevo número ("Fear Nothing") compuesto expresamente por Lehár para el estreno londinense.

## Argumento

### Acto I
Posada cercana al pueblo de Capannori
El músico Paganini se encuentra en la localidad de Capannori, cercana a Lucca, en el transcurso de una gira de conciertos. Causa enorme impresión a los vecinos con su música y su virtuosismo con el violín. La princesa Anna Elisa, hermana de Napoleón Bonaparte, el emperador de Francia, se encuentra de caza en la misma zona y casualmente escucha tocar el violín a Paganini. La joven princesa es infeliz en su matrimonio ya que su marido, el príncipe Felice, le es infiel; por esa razón anhela tener una aventura. Paganini llega en el momento adecuado y ella se reúne con él sin revelar su identidad todavía. Al músico no se le permite actuar en Lucca porque está acusado de matar a un hombre en un duelo. Paganini se quiere ir lleno de indignación y sin querer justificarse. Entonces aparece el príncipe Felice confirmando la prohibición. Anna Elisa intercede ante su marido en favor de Paganini logrando que revoque la prohibición. El violinista queda prendado del encanto de su protectora a la vez que se entera de quién es realmente. Se inicia así un romance entre ambos.

### Acto II
Comedor de gala del palacio de Lucca
Paganini se ha convertido en amante de la princesa desde hace medio año. La relación tropieza, lógicamente, con resistencias. El príncipe no muestra gran entusiasmo. Paganini se acerca, además, a la amante del propio príncipe, con lo que este tiene dos motivos para deshacerse de él. El representante de Paganini, Bartucci, tampoco quiere que el músico permanezca en Lucca. Por todas estas razones Anna Elisa está realmente preocupada por la continuidad de la relación. Llega entonces desde París un mensajero del emperador con la orden de que Paganini abandone la corte de Lucca poniendo fin a su relación con su hermana ya que considera que está dañando la reputación de la familia imperial. La princesa se niega inicialmente a cumplir los deseos de su hermano, pero cuando se entera de la incipiente relación de Paganini con Bella, la amante de su marido, decide separarse del músico. Anna Elisa impide sin embargo en el último momento un arresto que había sido planeado por celos. Paganini huye de Lucca sacando sus propias conclusiones de los acontecimientos.

### Acto III
Taberna de contrabandistas en la frontera del principado
Paganini intenta huir al extranjero con rapidez con el apoyo de unos contrabandistas que le ayuden a cruzar la frontera del principado. Antes de marcharse tanto Bella como Anna Elisa aparecen en la taberna. Mientras tanto Paganini ha tomado la decisión de renunciar a las mujeres y dedicarse solo a la música. La princesa, que había venido tan solo a despedirse, finalmente le deja libre.

## Principales números musicales
- "Schönes Italien" (Paganini)
- "Liebe, du Himmel auf Erden" (Maria Anna Elisa)
- "Mit den Frau'n auf Du und Du" (Bella Giretti y Pimpinelli)
- "Niemand liebt dich so wie ich" (Maria Anna Elisa y Paganini)
- "Einmal möcht' ich was Närrisches tun" (Bella Giretti y Pimpinelli)
- "Gern hab ich die Fraun geküsst" (Paganini)
- "Deinen süssen Rosenmund..." (Paganini)
- "Wo meine Wiege stand, ich weiss es nicht" (Maria Anna Elisa)

## Adaptaciones audiovisuales
- 1934: Gern hab' ich die Frau'n geküßt. Director: E. W. Emo (adaptación cinematográfica)

- 1973: Paganini. Director: Eugen York (adaptación televisiva)

## Registros fonográficos (selección)
- EMI (1977) con Nicolai Gedda, Anneliese Rothenberger, Heinz Zednik, Benno Kusche, Olivera Miljaković, Friedrich Lenz. Director: Willi Boskovsky.

- CPO (2009) con Kristiane Kaiser, Eva Liebau, Zoran Todorovich. Director: Ulf Schirmer.